# Mahrtenehe
Das Motiv der Mahrtenehe bezeichnet die erotisch-sexuell motivierte Liebesbeziehung oder Ehe einer meist männlichen Person mit einem meist weiblichen überirdischen Wesen, deren Dauer an die Beachtung eines Verbots beziehungsweise Tabus gebunden ist. Sprachlich leitet sich der Name Mahrtenehe von der Bezeichnung für einen nächtlichen Druckgeist ab: den Alp, im niederdeutschen Sprachraum als Mahr oder Mahrt bezeichnet.

## Begriff
Die Mahrte oder einfach Mar wird entweder vom mittelhochdeutschen Wort maere („Mär, Märchen“) hergeleitet und bezieht sich auf die Heirat mit einem Fabelwesen. Es könnte aber auch ein altes Wort für ein überirdisches Wesen in menschlicher oder menschenähnlicher Gestalt sein. Im englischen nightmare und im altdeutschen Nachtmahr (veraltete Bezeichnung für „Albtraum“) findet sich das Wort wieder. Die fachwissenschaftliche Bezeichnung Mahrtenehe geht dagegen auf den Germanisten Friedrich Panzer (1870–1956) zurück, der das Wort Mahrte als gemeingermanische Bezeichnung für dämonische Traumerscheinungen in Alpträumen aufgriff und damit den Märchentypus von der gestörten Mahrtenehe gegen Ende des 19. Jahrhunderts an Albrecht von Scharfenbergs Seifried von Ardemont entwickelte.

## Melusinensage

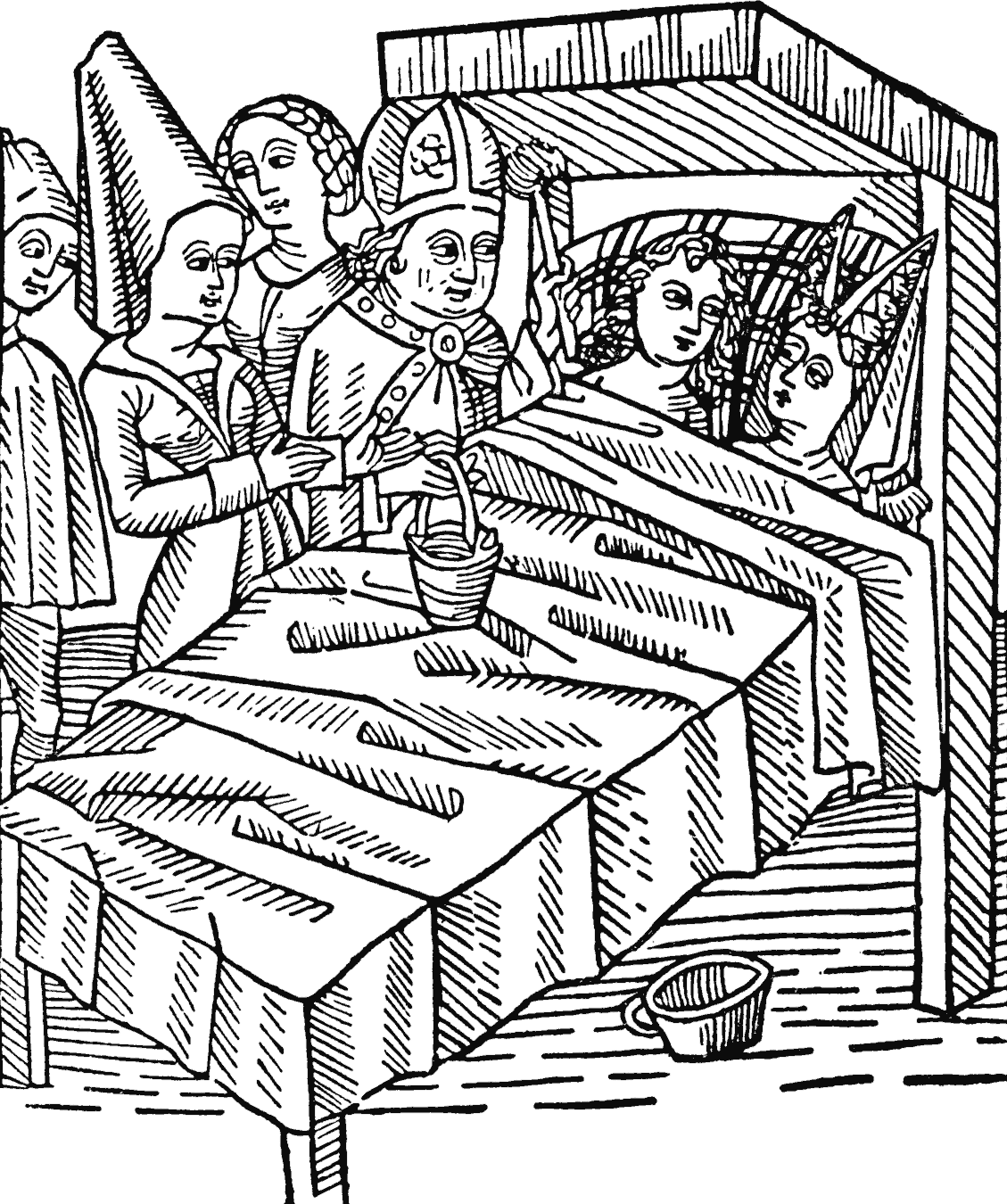
Wye reymont vnd melusina zusamen wurdent geleit
Vnd vom bischoff gesegenet wurdent in dem bett
Hochdeutsch:
„Wie Reymont und Melusina verlobt /
Und vom Bischof gesegnet wurden in ihrem Hochzeitsbett“
(satirischer Holzschnitt aus dem Buch Schöne Melusine, Johann Bämler, 1474)

Die berühmteste Erzählung dieses Typus ist die Melusinensage – die Geschichte einer Fee, die einen armen Ritter heiratet, mit ihm zahlreiche Söhne zeugt und mit ihrem sagenhaften Reichtum aus jenseitigen Quellen Burgen, Städte und Klöster baut. Sie ist die mächtige Ahnherrin des historisch tatsächlich sehr bedeutenden Geschlechts der Lusignan aus dem Poitou in Südwest-Frankreich. Die Ehe ist erfolgreich und von großer Liebe gekennzeichnet – nur darf der Ritter seine Frau Melusine niemals an Sonnabenden besuchen. Das tut er eines Tages doch und sieht, wie sich im Bade ihr Unterleib in den Schwanz eines Tatzelwurms (den Unterleib einer Schlange) verwandelt. Nachdem der Ehemann dies öffentlich ausspricht, müssen sie sich trennen – Melusine fliegt zum Fenster hinaus, verwandelt sich in eine geflügelte Schlange und kommt nur nachts, um ihre noch kleinen Kinder zu säugen.
Weitere literarische Beispiele sind die Figur der Laudine für den Yvain/Iwein von Chrétien de Troyes oder Hartmann von Aue sowie die Figur der Meliur in Partonopier und Meliur von Konrad von Würzburg (13. Jahrhundert), aber auch Undine von Friedrich de la Motte Fouqué (1811).